# پل کالوت
پل کالوت (انگلیسی: Pol Calvet؛ زادهٔ ۱۹ آوریل ۱۹۹۴) بازیکن فوتبال اهل اسپانیا است.
از باشگاه‌هایی که در آن بازی کرده‌است می‌توان به باشگاه فوتبال بارسلونا بی اشاره کرد.
وی همچنین در تیم ملی فوتبال زیر ۱۷ سال اسپانیا بازی کرده‌است.